# Rob Spencer
Rob Spencer es un árbitro de snooker inglés. Supervisa partidos del World Snooker Tour.

## Biografía
Nació en Inglaterra. Es árbitro de snooker desde 2013. Ha sido el colegiado de la final de torneos como el Masters de Alemania, el Tour Championship y el WST Classic. Se estrenó en el Crucible Theatre en el Campeonato Mundial de Snooker de 2020.